# Station Bedford St Johns
Bedford St Johns is een spoorwegstation in Engeland. 